# Лаубертс, Эрихс
Эрихс Лаубертс (латыш. Ērihs Lauberts; 17 января 1878, Тернейская волость — 17 июля 1931, Сигулда) — латвийский театральный режиссёр и актёр.

## Биография
Родился в семье учителя, окончил реальное училище в Риге. Систематического театрального или музыкального образования не получил, хотя учился играть на скрипке. Работал в редакции «Балтийского вестника», пел в хоре Рижского латышского театра, откуда постепенно перешёл на сцену. Дебютировал как актёр в 1903 году в пьесе Германа Зудермана «Родина». В 1906 году официально вступил в труппу рижского театра «Аполло», в 1908—1909 гг. в труппе Нового рижского театра, потом в течение одного сезона в Либавском латышском театре, в 1912 г. один из основателей Виндавского латышского театра, в 1912—1914 гг. вернулся в Новый рижский театр как его директор. В 1915 г. основал театральную труппу, выступавшую в рижском Верманском саду. В 1918 г. во Временном национальном театре в Валке, в 1919 г., в период Советской Латвии, в рижском Рабочем театре. В 1920—1922 гг. режиссёр Латвийской национальной оперы. Затем руководил Передвижным театром. В 1925—1930 гг. художественный руководитель Латвийского драматического театра в Даугавпилсе, в последний год жизни режиссёр и руководитель драматической студии в Латгальском театре в Резекне.
Офицер Ордена Трёх звёзд (1928).

## Творчество
Как актёр Лаубертс принял участие в премьерах драм Рудольфа Блауманиса «Индраны» (1904) и «В огне» (1905). Как режиссёр первым в Латвии поставил «Дни нашей жизни» Леонида Андреева (1909).
За три года работы в Латвийской национальной опере Лаубертс осуществил 11 постановок; в их числе были две латышские оперы, положившие начало национальному оперному театру: «Банюта» Алфреда Калныньша (1920) и «Огонь и ночь» Яниса Медыньша (1921).
Значительный вклад Лаубертс внёс в подъём театральной сцены в Даугавпилсе, превратив местный театр в один из наиболее интересных коллективов Латвии.